# Vinaře
Vinaře település Csehországban, a Kutná Hora-i járásban. Vinaře Starkoč, Bousov, Ronov nad Doubravou, Lipovec, Bílé Podolí, Žleby és Vrdy településekkel határos. Lakosainak száma 260 fő (2024. január 1.).

## Népesség
A település lakosságának változását az alábbi diagram mutatja:
| Lakosok száma | 722  | 926  | 903  | 556  | 340  | 215  | 245  | 246  | 265  | 260  |
|               | 1869 | 1890 | 1921 | 1950 | 1980 | 2001 | 2017 | 2019 | 2022 | 2024 |